# 曼特鎮區 (堪薩斯州斯坦頓縣)
曼特鎮區（英語：Manter Township）是位於美國堪薩斯州斯坦頓縣的一個行政鎮區。

## 地方資料
曼特鎮區的面積為647.25平方千米，當中陸地面積為647.23平方千米，而水域面積為0.02平方千米。根據2010年美國人口普查的數據，當地共有人口276人，而人口密度為每平方千米0.43人。

## 外部連結
- US-Counties.com
- City-Data.com （页面存档备份，存于）